# 阮廷薦
阮廷薦（越南语：／，1878年—？年），越南阮朝官員。

## 生平
阮廷薦是承天府豐田縣政祿總郅隆社（今屬承天順化省豐田縣豐彰社唐隆村）人，嗣德三十一年（1878年）出生。成泰十五年（1903年），阮廷薦參加承天場鄉試，考中舉人。次年（1904年），庭試考中副榜。維新年間任奠磐知府。維新八年（1914年），改任都察院掌印。啟定三年（1918年），改任工部佐理，後以光祿寺卿銜領戶部侍郎。啟定八年（1923年），升兵部侍郎。啟定十年（1925年），出領乂安布政使。